# Balahtai járás
A Blahtai járás (oroszul: Балахтинский район) Oroszország egyik járása a Krasznojarszki határterületen. Székhelye Balahta.

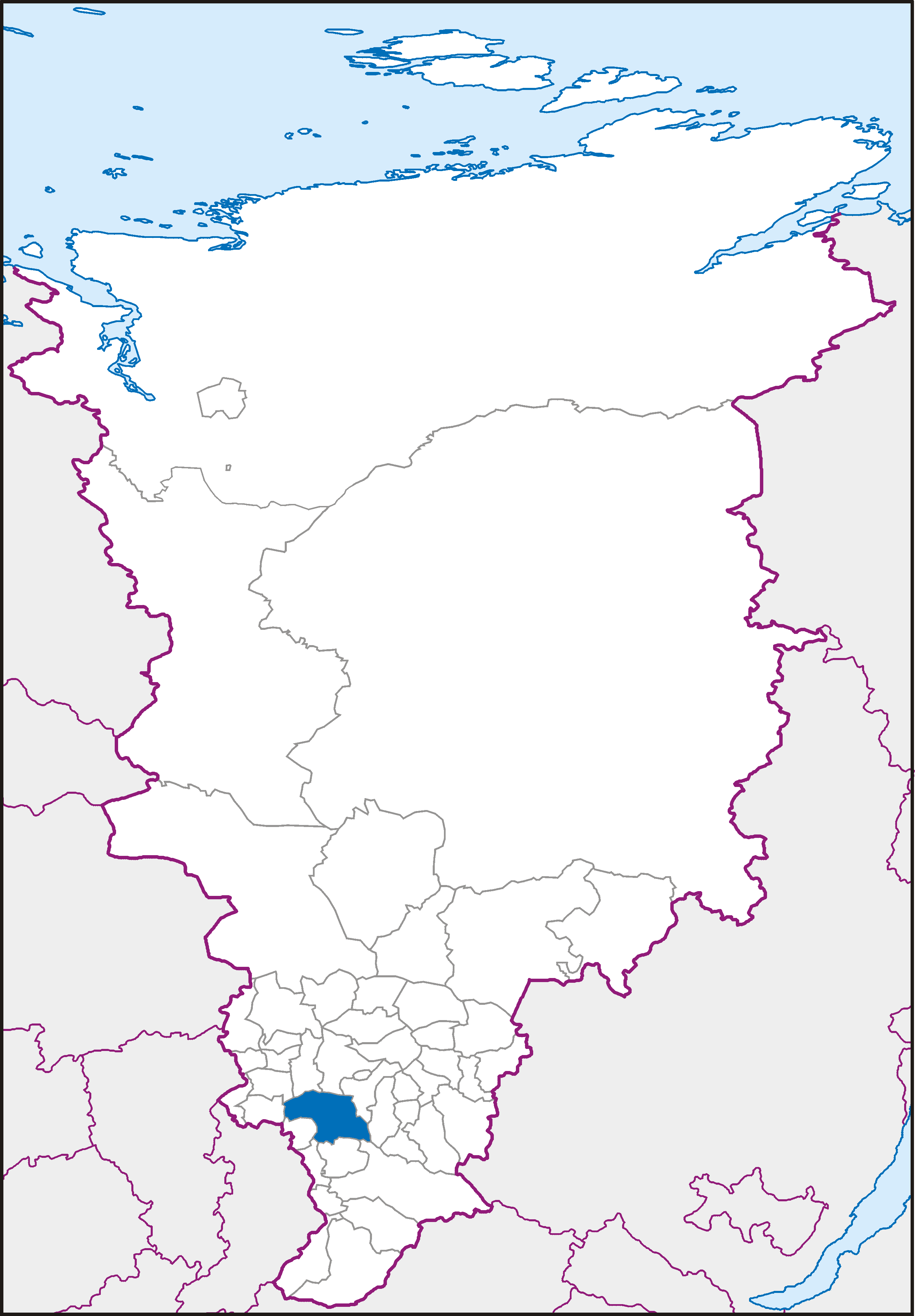
A Blahtai járás a Krasznojarszki határterületen

## Népesség
- 2002-ben 25 518 lakosa volt.
- 2010-ben 21 011 lakosa volt.